# 김상운
김상운(한국 한자: 金相云, 1958년 12월 19일 ~ )은 대한민국의 문화방송 기자 출신 프린랜서 수필가이다.

## 대표적 이력
- 전(前) 충청북도 청주 MBC충북 사장

## 저서

### 에세이
- 《왓칭》

## 주요 이력

### 주요 경력
- MBC 문화방송 보도 기자 입사 (1984년 12월 15일)
- MBC 문화방송 보도국 편집부 기자
- MBC 문화방송 보도국 정치부 기자
- MBC 문화방송 보도국 경제부 기자
- MBC 문화방송 보도국 국제부 기자
- MBC 문화방송 보도국 국제부 워싱턴 특파원
- MBC 문화방송 보도국 국제부 부장
- MBC 문화방송 보도국 부국장
- MBC 문화방송 지구촌 리포트 진행자
- MBC 문화방송 논설위원
- MBC 문화방송 논설위원실장
- MBC 충북 대표이사 사장 (2017년 3월 2일 ~ 2018년 1월 16일)
- 2018년 1월 16일 MBC 충북 대표이사 사장 퇴임.
- 한국언론인연합회 운영자문위원